# Megaspilates mundataria
Megaspilates mundataria is een vlinder uit de familie spanners (Geometridae). De wetenschappelijke naam is voor het eerst geldig gepubliceerd in 1782 door Stoll.
De soort komt voor in Europa.